# Acalolepta atra
Acalolepta atra es una especie de escarabajo longicornio del género Acalolepta, tribu Monochamini, subfamilia Lamiinae. Fue descrita científicamente por Fisher en 1935.
Se distribuye por Malasia. Mide aproximadamente 20 milímetros de longitud.